# Język kreolski Wysp Zielonego Przylądka

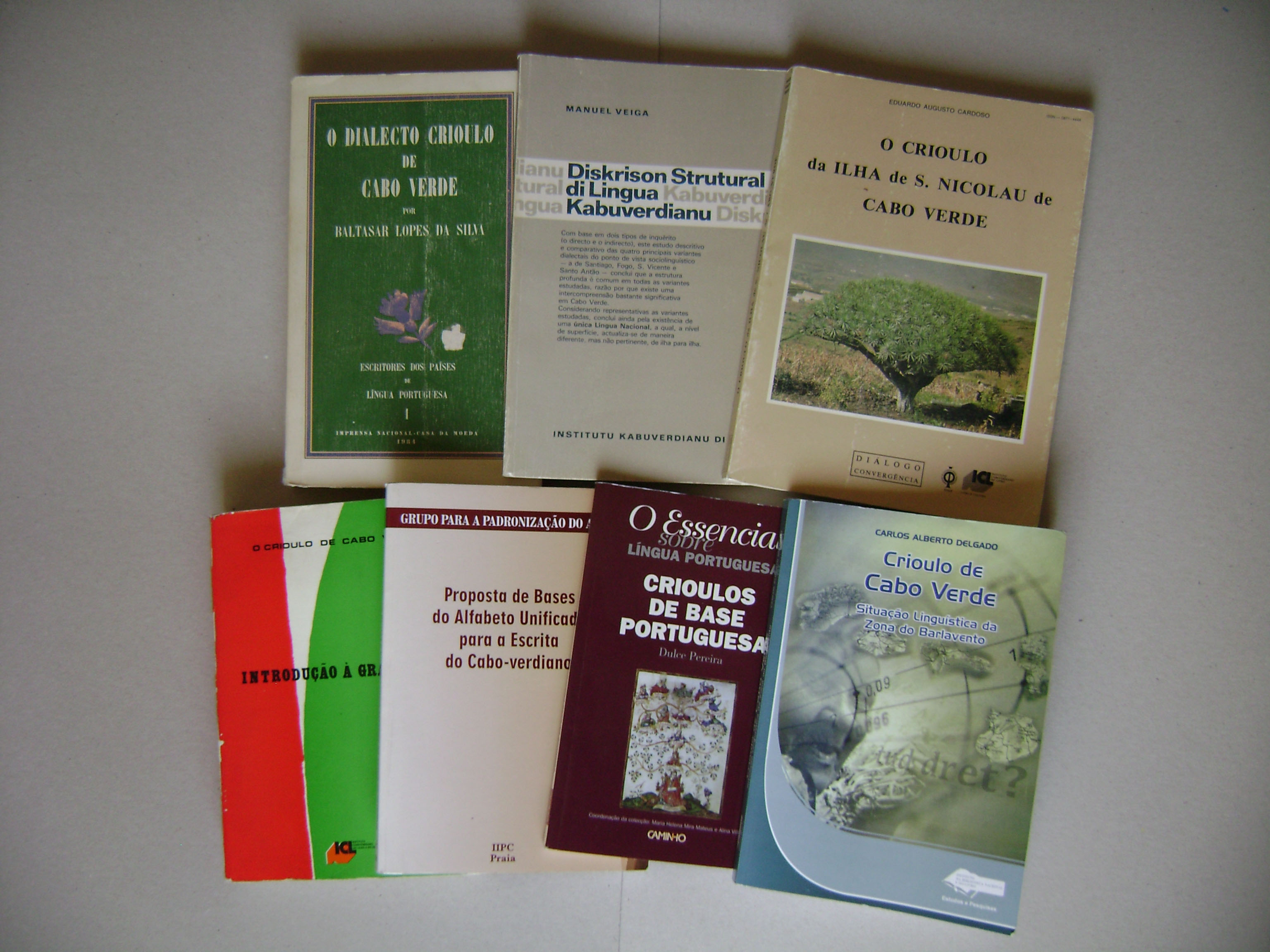
Publikacje na temat języka kreolskiego Wysp Zielonego Przylądka

Język kabuverdianu, język kreolski Wysp Zielonego Przylądka – afroportugalski język kreolski upowszechniony na Wyspach Zielonego Przylądka, gdzie służy do komunikacji codziennej. Większość mieszkańców jest dwujęzyczna, posługując się kreolskim w mowie, natomiast portugalskim na piśmie. Standardowy język portugalski pozostaje językiem administracji, szkolnictwa i mediów. 

## Historia
Zaczął rozwijać się jako odrębny język od XVI w. Powstał w wyniku wzajemnego oddziaływania języka portugalskiego i języków zachodnioafrykańskich: mandingo, wolof i timene, z których przejął niektóre cechy.

## System fonologiczny
- Szereg uproszczeń w wymowie
- Wymowa portugalskiego ch jako „cz” i j jako „j”

## Morfologia
- Czasowniki ter, vir, ir istnieją tylko w 3 os. l. poj. czasu teraźniejszego
- Pozostałe czasowniki mają tylko formę bezokolicznika
- Użycie uproszczonych form czasowników estar i haver do tworzenia czasów gramatycznych